# Eutrogia
Eutrogia là một chi bướm đêm thuộc họ Erebidae.